# Ді-Каб (Міссісіпі)
Ді-Каб (англ. De Kalb) — місто (англ. town) в США, в окрузі Кемпер штату Міссісіпі. Населення — 877 осіб (2020).

## Географія
Ді-Каб розташоване за координатами 32°46′23″ пн. ш. 88°39′22″ зх. д. / 32.77306° пн. ш. 88.65611° зх. д. (32.773105, -88.656098).  За даними Бюро перепису населення США в 2010 році місто мало площу 8,61 км², з яких 8,60 км² — суходіл та 0,02 км² — водойми.

## Демографія
Згідно з переписом 2010 року, у місті мешкали 1164 особи в 448 домогосподарствах у складі 284 родин. Густота населення становила 135 осіб/км².  Було 521 помешкання (60/км²).
Расовий склад населення:
| - 66,8 % — чорних або афроамериканців - 32,5 % — білих |

До двох чи більше рас належало 0,8 %. Частка іспаномовних становила 0,9 % від усіх жителів.
За віковим діапазоном населення розподілялося таким чином: 28,9 % — особи молодші 18 років, 53,1 % — особи у віці 18—64 років, 18,0 % — особи у віці 65 років та старші. Медіана віку мешканця становила 35,6 року. На 100 осіб жіночої статі у місті припадало 78,0 чоловіків;  на 100 жінок у віці від 18 років та старших — 70,0 чоловіків також старших 18 років.
Середній дохід на одне домашнє господарство  становив 41 407 доларів США (медіана — 35 366), а середній дохід на одну сім'ю — 50 995 доларів (медіана — 36 250). За межею бідності перебувало 26,7 % осіб, у тому числі 41,5 % дітей у віці до 18 років та 40,1 % осіб у віці 65 років та старших.
Цивільне працевлаштоване населення становило 299 осіб. Основні галузі зайнятості: освіта, охорона здоров'я та соціальна допомога — 27,4 %, виробництво — 25,8 %, будівництво — 15,4 %, роздрібна торгівля — 10,0 %.